# Peter von Paulsen
 Der er flere personer med dette navn, se Peter Paulsen.
Peter (von) Paulsen (30. november 1735 på Grøngrøft – 25. november 1815 i Horsens) var en dansk officer og godsejer, far til Friederich Nicolai Wilhelm von Paulsen og Fritz Paulsen.
Paulsen var søn af kancelliråd August Christian Paulsen (1698-1739) til Refstrup og Marie Margrethe født Bachmann, studerede ved tyske universiteter, blev 1756 kornet i Sjællandske Kavaleriregiment, fik 1761 ritmesters karakter, blev 1763 sekondritmester til 31. maj 1767, da regimentet blev opløst, fra 24. oktober 1767 ansat ved Danske Livregiment Ryttere, 1774 major, 1775 eskadronschef, 1785 premiermajor. Paulsen blev 28. juli 1786 forsat til Slesvigske Kyrasserregiment, fik 1788 oberstløjtnants karakter, blev 1789 virkelig oberstløjtnant, 1795 oberst, fik 1802 reserveret generalmajors anciennitet og blev 13. maj 1803 afskediget som generalmajor af kavaleriet.
Han ejede fra 1783 stamparcellen af Hüttenhof ved Slesvig by samt herregårdene Skerrildgård (fra 1791 til 1800), Lerbæk (medejer 1800-03),  Lillerup ved Horsens (1804 til 1812) samt Hvejselgård (kun ejet 1809).
Paulsen blev gift 3. november 1775 i Haderslev med Anna Catharine Claudine f. Bertelsen de Cederfeld (3. januar 1755 i Nyborg – 18. december 1822 i København), datter af Bartholomæus de Cederfeld og Cathrine Marie født Brandt.